# HC Homiel
Le HC Homiel est un club biélorusse de handball basé à Homiel.
Il comporte notamment une section féminine évoluant en première division et vainqueur du championnat en 2016 et  2017.

## Palmarès

### Section féminine
compétitions nationales
- Vainqueur du champion de Biélorussie féminin (3) : 2016, 2017, 2019
  - Deuxième en 2014, 2015, 2018

## Personnalités liées au club
- / Andrej Klimovets : joueur formé au club jusqu'en 1991